# Santa Maria de Lamas
Santa Maria de Lamas é uma vila portuguesa sede da Freguesia de Santa Maria de Lamas do Município de Santa Maria da Feira, freguesia com 3,92 km² de área e 4747 habitantes (censo de 2021), tendo, assim, uma densidade populacional de 1 211 hab./km².
A povoação de Santa Maria de Lamas foi elevada à categoria de vila em 1985.
Santa Maria de Lamas dista cerca de 10 km da sede do município e é limitada a Norte por Mozelos, a Este por Lourosa, a Sul por Rio Meão e por São João de Ver e a Oeste por Paços de Brandão.
A sua padroeira é Santa Maria, homenageada anualmente a 8 de setembro, dia em que se celebra a Natividade da Virgem Maria. 

## História
Santa Maria de Lamas beneficiou do foral da Feira e Terra de Santa Maria, concedido por D. Manuel I, em Lisboa, a 10 de Fevereiro de 1514, sendo que nesse documento consta com a designação “Lama”. Posteriormente, viria ainda a adoptar a designação de Lamas da Feira, que manteve até 19 de Agosto de 1952, data em que por Decreto-Lei, passou a chamar-se Santa Maria de Lamas, em homenagem à sua padroeira.
A 25 de setembro de 1985, Santa Maria de Lamas foi elevada à categoria de vila, pelo Decreto-Lei 58/85. 
Eclesiasticamente, e segundo a Estatística Paroquial de 1862, esta freguesia foi uma abadia da representação do Bispo ou do Pontífice.

## Demografia
Nota: Nos anos de 1864 a 1950 figura com a designação de Lamas. Pelo decreto nº 38.865, de 18/08/1952 passou a ter actual designação.
A população registada nos censos foi:
| Distribuição da População por Grupos Etários | Distribuição da População por Grupos Etários | Distribuição da População por Grupos Etários | Distribuição da População por Grupos Etários | Distribuição da População por Grupos Etários |
| -------------------------------------------- | -------------------------------------------- | -------------------------------------------- | -------------------------------------------- | -------------------------------------------- |
| Ano                                          | 0-14 Anos                                    | 15-24 Anos                                   | 25-64 Anos                                   | > 65 Anos                                    |
| 2001                                         | 925                                          | 680                                          | 2923                                         | 592                                          |
| 2011                                         | 702                                          | 618                                          | 2971                                         | 782                                          |
| 2021                                         | 465                                          | 485                                          | 2783                                         | 1014                                         |

## Património
- Igreja de Santa Maria de Lamas (Matriz) - https://www.facebook.com/paroquiadelamas/
- Museu de Santa Maria de Lamas
- Parque de Santa Maria de Lamas
- Quinta dos Viscondes de Moure
- Museu de Santa Maria de Lamas

## Economia
Santa Maria de Lamas é uma freguesia bastante desenvolvida em termos industriais, sendo que a indústria corticeira – com especial destaque para a produção de rolhas – é a que ocupa um lugar de maior relevo na economia local. Esta actividade secular remonta aos tempos da implantação das primeiras caves do Vinho do Porto na região a Sul do Douro, e actualmente Santa Maria de Lamas assume-se como um dos principais centros produtores de rolhas e sede da Associação dos Industriais Exportadores de Cortiça, bem como do Centro Tecnológico da Cortiça.

## Personalidades
- Américo Lopes, antigo jogador de futebol do FC Porto e da Seleção Portuguesa
- Isabel Silva, apresentadora de televisão, é natural de Santa Maria de Lamas
- Ângelo Rodrigues, ator